# 10065 Greglisk
10065 Greglisk eller 1988 XK är en asteroid i huvudbältet som upptäcktes den 3 december 1988 av den japanska astronomen Yoshiaki Oshima vid Gekko-observatoriet. Den är uppkallad efter den kanadensiske amatörastronomen Greg Lisk.
Asteroiden har en diameter på ungefär 12 kilometer.